# Kawasaki Z 1000
Kawasaki Z 1000 je motocykl kategorie nakedbike, vyvinutý firmou Kawasaki. Byl vyráběn v letech 2003–2009.

## Historie
Model Z 1000 měla Kawasaki již v osmdesátých letech. Dalším naháčem byl retro model Zephyr, který byl nahrazen konvenčním modelem Kawasaki ZR-7. Z 1000 byl vyráběn od roku 2003, nové generace byly uvedeny v letech 2007 a 2010.

## Technické parametry
- Rám: trubkový ocelový
- Suchá hmotnost: 205 kg
- Pohotovostní hmotnost: 221 kg
- Maximální rychlost: 245 km/hod
- Spotřeba paliva:

## Galerie

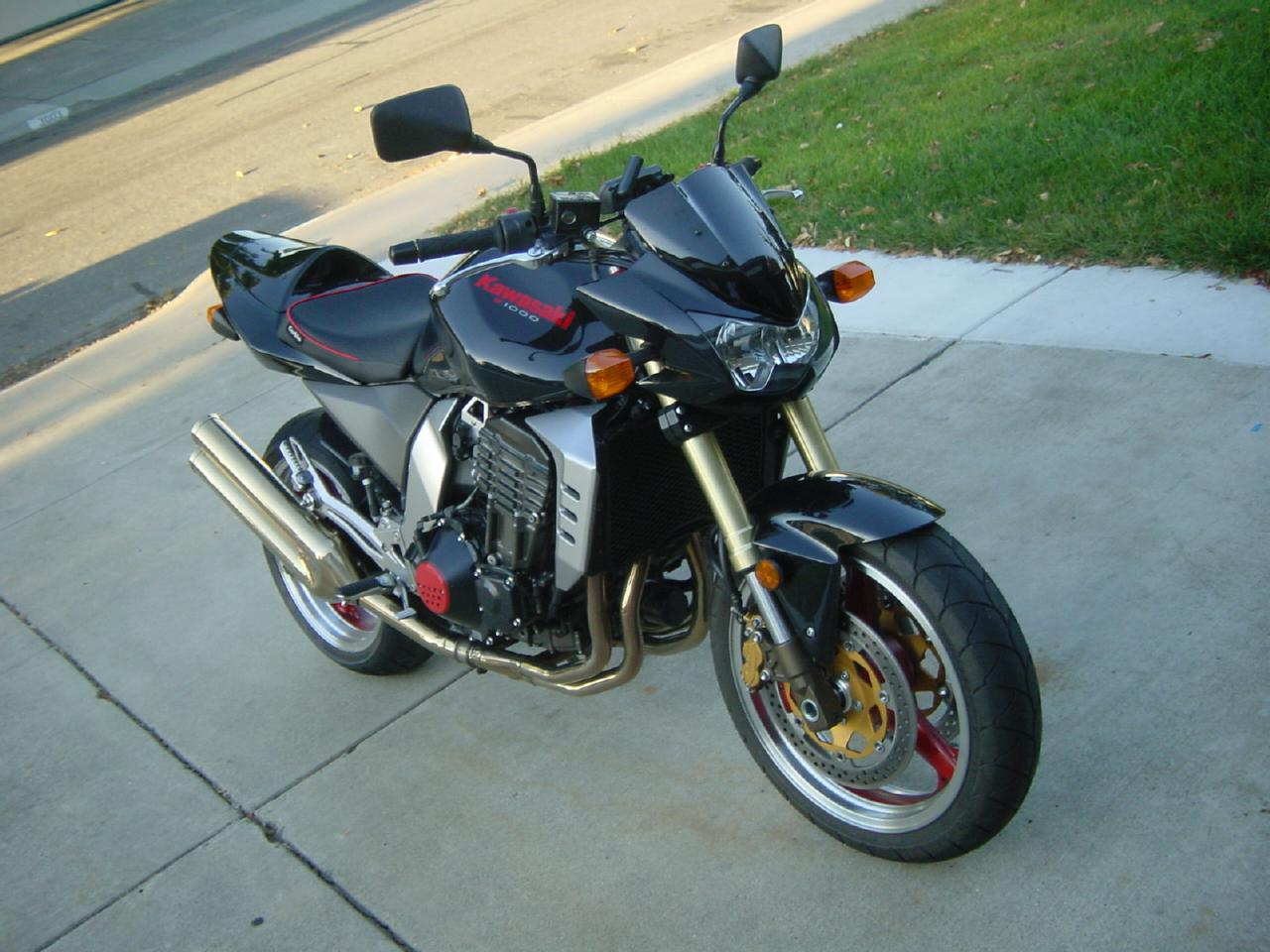
Z 1000 (2003)
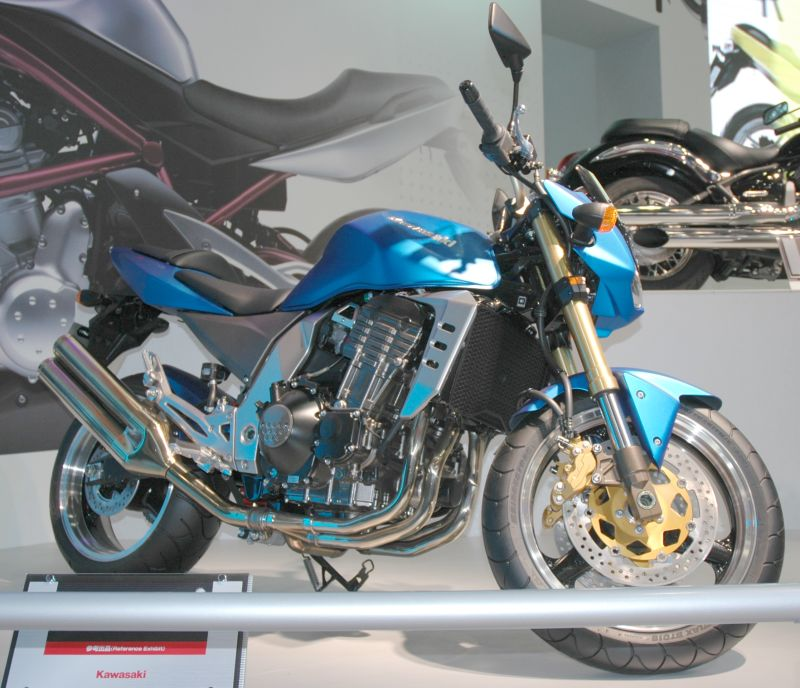
Z 1000 (2005)
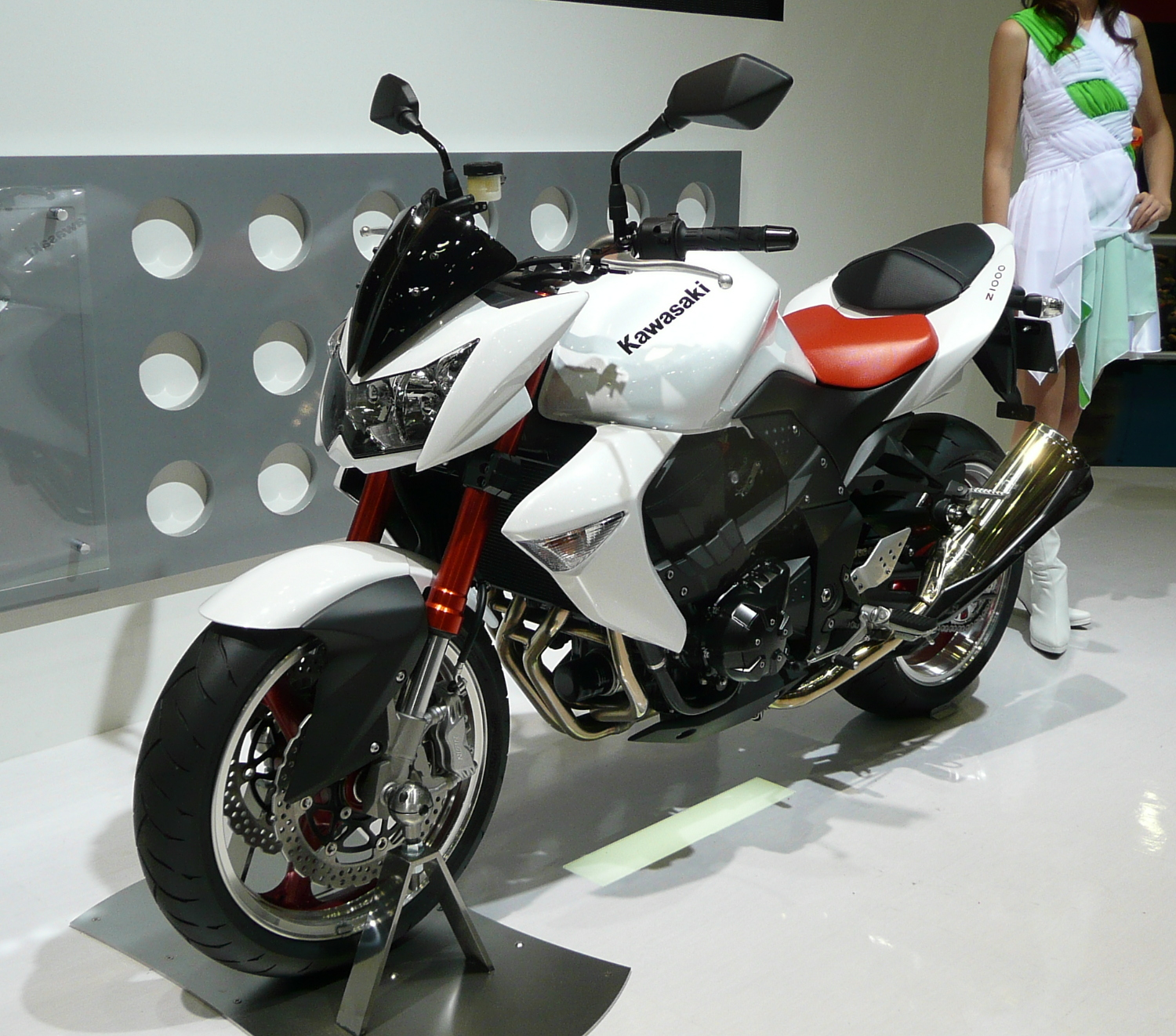
Z 1000 (2007)
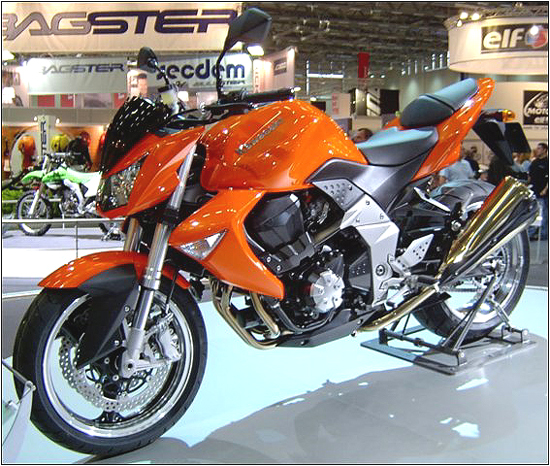
Z 1000 (2007)
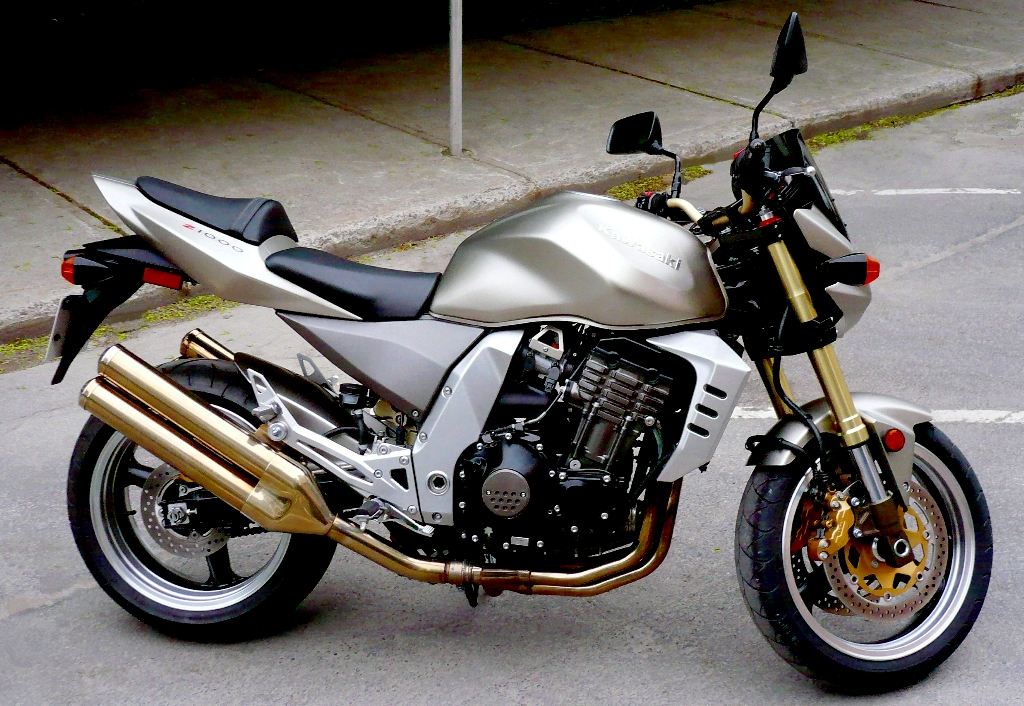
Stříbrná